# ズデニェク・オンドラーシェク
ズデニェク・オンドラーシェク（Zdeněk Ondrášek 、1988年12月22日 - ）は、チェコスロバキア出身のチェコ代表プロサッカー選手。ヴィスワ・クラクフ所属。ポジションはFW。

## クラブ経歴
2007年、SKディナモ・チェスケー・ブジェヨヴィツェでプロキャリアをスタート。2009年はFKチャースラフにレンタルに出された。
2012年3月、トロムソILにレンタル移籍。 2017年7月、トロムソILに完全移籍。シーズントータルで14ゴールを記録し、リーグ得点王を獲得した。
2016年、ヴィスワ・クラクフに移籍。
2018年12月18日、FCダラスに移籍。
2020年9月13日、FCヴィクトリア・プルゼニに移籍。
2021年6月28日、FCステアウア・ブカレストに移籍。
2021年8月30日、トロムソILに復帰。
2022年1月7日、ヴィスワ・クラクフに復帰。

## 代表歴
2019年10月2日、UEFA EURO 2020予選のイングランド代表戦を前にチェコ代表初召集。10月11日の同試合で途中出場からデビューを果たすと、決勝ゴールとなる代表初ゴールも決め2-1の勝利に貢献した。

### 代表戦での得点
2019年10月25日現在
| No. | 開催日         | 開催地   | 対戦国       | 得点 | 試合結果 | 試合概要                               |
| --- | -------------- | -------- | ------------ | ---- | -------- | -------------------------------------- |
| 1.  | 2019年10月11日 | プラハ   | イングランド | 2–1  | 2–1      | UEFA EURO 2020予選                     |
| 2.  | 2020年11月18日 | プルゼニ | スロバキア   | 2–0  | 2–0      | UEFAネーションズリーグ2020-21・リーグB |

## タイトル

### 個人
- エリテセリエン得点王: 2012